# Comité en Solidaridad con el pueblo de El Salvador
Comité en Solidaridad con el pueblo de El Salvador (CISPES) es una organización de bases, fundada en 1980 y con sede en Washington D. C. que cuenta con capítulos en numerosas ciudades de Estados Unidos.

## Guerra Civil
Durante el periodo de la guerra civil salvadoreña, el comité mantuvo una política de oposición a la fuerte acción e injerencia que sostuvo el gobierno de Estados Unidos sobre el de El Salvador; reconociendo la realidad detrás del lema: "El Salvador is Spanish for Vietnam" (El Salvador es Vietnam en español), se opusieron al financiamiento estadounidense que ayudó a mantener una guerra que causó más de 10 000 lisiados, 75 000 muertos y 1,8 millones de desplazados en una nación de apenas 21 000 km² y 5 millones de habitantes. Debido a su inherente naturaleza la organización tuvo un acercamiento con el FMLN y un distanciamiento con la Alianza Republicana Nacionalista (ARENA), fundada por el militar Roberto d'Aubuisson que recibía financiación directa por parte del gobierno de Reagan.
En 1985 CISPES pasó de ser una red informal a una organización nacional unificada que buscaba magnificar su impacto mediante el debate dentro de la organización, buscando como objetivo solventar las principales necesidades de El Salvador mediante un análisis político. Durante la Ofensiva hasta el tope, la organización mantuvo sus protestas diarias, a tal punto que uno de los senadores estadounidenses incluso se hizo eco de un lema de la organización: "Not a Dime For Death Squad Government" (Literalmente: Ni 10 centavos para el gobierno de los escuadrones de la muerte) En 1990, como parte del debate interno, surgieron fuertes protestas por parte de mujeres, homosexuales, bisexuales y gente de color que experimentaban marginación, esto desembocó en un proceso de educación y transformación interna para evitar futuras discriminaciones.

## Investigaciones del FBI
El CISPES fue objeto de dos polémicas investigaciones por parte del FBI durante los años 1980. Desde agosto hasta diciembre de 1981, el FBI inició una investigación para dilucidar si el CISPES era una organización fachada para los grupos de rebeldes salvadoreños, y de ser el caso, incluir a la organización como violadora de la ley de registro para agentes extranjeros (FARA). 
La organización, que para entonces tenía más de 300 capítulos en los Estados Unidos, fue sometida al escrutinio debido a un informe sobre el supuesto diario de viaje de Farid Handal, hermano del líder político Schafik Hándal, que había sido obtenido por la Guardia Nacional de El Salvador durante una redada, y entrega por el gobierno salvadoreño a la CIA; dentro del diario, existía información de un supuesto encuentro de F. Handal con Sandy Pollack, representante, tanto del Consejo de Paz de los Estados Unidos como del Partido Comunista de los Estados Unidos y otras personas, con el único deseo de crear una red de solidaridad con los rebeldes salvadoreños. Pollack fue una de las miembros fundadores del Consejo Nacional del CISPES y fue colaboradora hasta su muerte en 1985.
Después de meses de investigación, el FBI fue incapaz de autenticar la veracidad del diario y no lograron encontrar ninguna evidencia concreta que probara un control del CISPES por parte de una entidad extranjera, tampoco se encontró información que permitiera expandir o prolongar la investigación.
Para marzo de 1983, el FBI había recibido lo que consideraban era suficiente información como para iniciar una nueva investigación, para buscar indicios de si el CISPES había provisto de ayuda financiera o de cualquier tipo al FMLN. Se enfocó inicialmente en los capítulos de D.C. y de Dallas, pero para 1983, se había notificado a todas las oficinas del FBI que iniciaran investigaciones en contra de los más de 180 capítulos del CISPES en todo el país y de al menos 200 grupos que tuvieran cualquier tipo de relación con el comité. Esta nueva investigación dependía principalmente del informante Frank Varelli; el FBI posteriormente admitiría que no había examinado con propiedad a este informante y que no debía ser tomado en serio. La investigación fue cerrada en 1985. Posteriormente, una investigación por parte del Congreso de los Estados Unidos, llevó a sanciones disciplinarias en contra de seis miembros del Buró, a la renuncia del oficial responsable del manejo de Varelli y a la modificación de numerosas políticas y procedimientos.

## Actualidad
El trabajo de CISPES está enfocado en el apoyo a los servicios sociales como programas de alfabetización como el Programa Nacional de Alfabetización (PNA) desarrollado por el Ministerio de Educación de El Salvador, y de divulgación médica en las comunidades, han participado en diferentes comunidades de Panchimalco, Ciudad Delgado, San Juan Opico, Santa Ana y Nuevo Cuscatlán.